# پارسنت

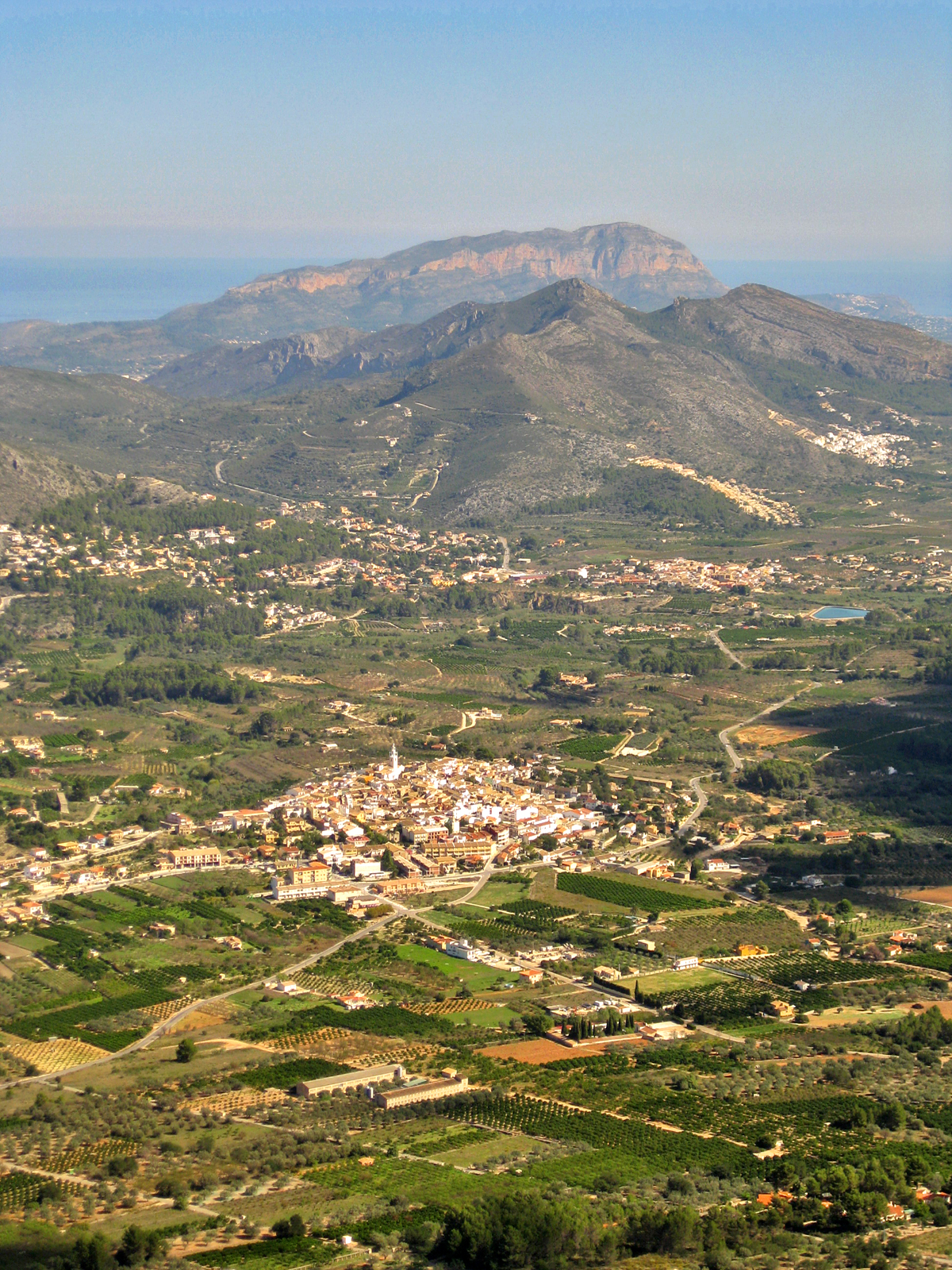
نمایی از دهستان پارسنت در استان آلیکانتهٔ اسپانیا - ۲۰۰۹

پارسنت دهستانی در استان آلیکانتهٔ اسپانیا است.
در این دهستان ۱٬۰۱۹ نفر زندگی می‌کنند. مساحت این دهستان ۱۱٫۵۹ کیلومتر مربع است.